# Sergei Sergejewitsch Ogorodnikow
Sergei Sergejewitsch Ogorodnikow (russisch Сергей Сергеевич Огородников; * 21. Januar 1986 in Irkutsk, Russische SFSR; † 24. Juni 2018) war ein russischer Eishockeyspieler, der im Verlauf seiner aktiven Karriere zwischen 2001 und 2018 für zahlreiche russische Erst- und Zweitligisten spielte. Seinen größten Karriereerfolg feierte der Stürmer mit dem Gewinn der Goldmedaille bei der U18-Junioren-Weltmeisterschaft 2004.

## Karriere
Sergei Ogorodnikow begann seine Karriere als Eishockeyspieler in der Nachwuchsabteilung des HK Dynamo Moskau, für dessen zweite Mannschaft er von 2001 bis 2003 in der drittklassigen Perwaja Liga aktiv war. Zur Saison 2003/04 wechselte der Center zum THK Twer, für dessen Profimannschaft er sein Debüt in der Wysschaja Liga, der zweiten russischen Spielklasse, gab. Anschließend verbrachte er je eine Spielzeit beim HK ZSKA Moskau und Salawat Julajew Ufa in der Superliga. Zur Saison 2006/07 wurde er von den New York Islanders, die ihn bereits im NHL Entry Draft 2004 in der dritten Runde als insgesamt 82. Spieler ausgewählt hatten, nach Nordamerika beordert, wo er anschließend jedoch ausschließlich für deren Farmteams Bridgeport Sound Tigers aus der American Hockey League und Pensacola Ice Pilots aus der ECHL zum Einsatz kam. 
Die Saison 2007/08 begann Ogorodnikow bei seinem Ex-Verein HK ZSKA Moskau in der Superliga und beendete sie bei dessen Ligarivalen Metallurg Nowokusnezk. In Nowokusnezk verbrachte er auch die gesamte Saison 2008/09 in der neu gegründeten Kontinentalen Hockey-Liga. In 32 Spielen erzielte er dabei je zwei Tore und zwei Vorlagen. Anschließend wechselte er zum HK Homel aus der belarussischen Extraliga, für den er in den folgenden beiden Jahren auf dem Eis stand. Zur Saison 2011/12 wurde der Russe vom KHL-Teilnehmer Awtomobilist Jekaterinburg verpflichtet.
Im Juni 2012 wechselte er zu Metallurg Schlobin in die belarussische Extraliga, löste den Vertrag aber noch vor Saisonbeginn wieder auf und schloss sich abermals dem THK Twer an. Noch im November 2012 verließ er den Klub wieder und wechselte innerhalb der Wysschaja Hockey-Liga zum HK Lada Toljatti. Bis zum Ende der Spielzeit 2015/16 spielte er in derselben Liga zudem für Disel Pensa, den HK Saryarka Karaganda und den HK Rjasan. Nach einem viermonatigen Gastspiel beim Hk Homel in Belarus kehrte Ogorodnikow im November 2016 wieder in die WHL zurück, wo er bis zum Saisonende im Kader von Jermak Angarsk stand. Die Saison 2017/18 lief er für Podhale Nowy Targ in Polen auf.
Ogorodnikow verstarb am 24. Juni 2018 im Alter von 32 Jahren bei einem Unfall mit einem Jet-Ski.

### International
Für Russland nahm Ogorodnikow an der U18-Junioren-Weltmeisterschaft 2004 sowie der U20-Junioren-Weltmeisterschaft 2006 teil. Bei der U18-WM 2004 gewann er mit seiner Mannschaft die Gold-, bei der U20-WM 2006 die Silbermedaille. 

## Erfolge und Auszeichnungen
- 2004 Goldmedaille bei der U18-Junioren-Weltmeisterschaft
- 2006 Silbermedaille bei der U20-Junioren-Weltmeisterschaft